# 용광로

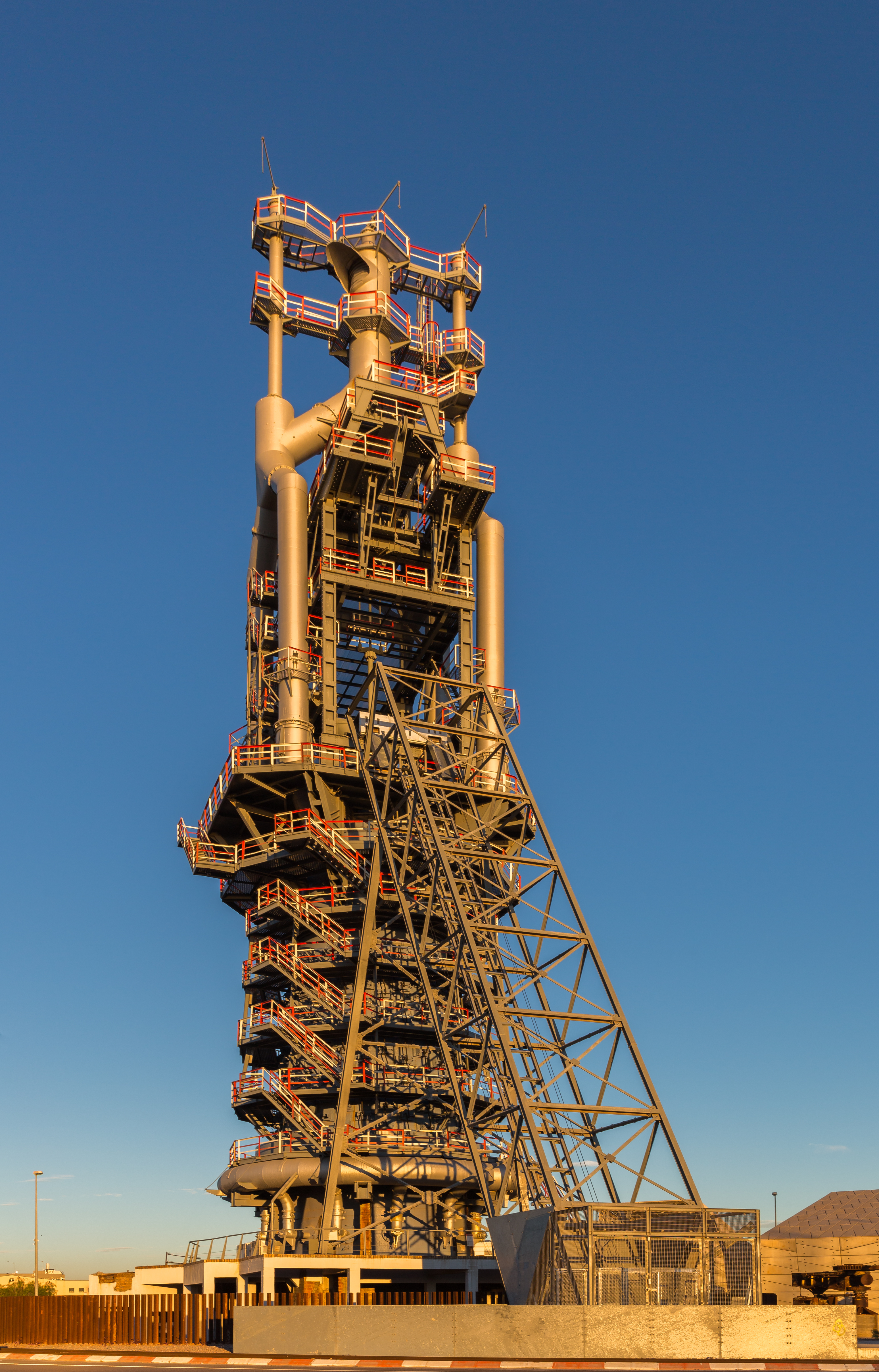

용광로(鎔鑛爐, 영어: Blast Furnace)는 금속가공에서 금속 및 합금을 생산하기 위한 제련을 하는 데 사용되는 공업요로다. 다른 요로(평로 등)에 비해 매우 높게 우뚝선 형태를 가지고 있기에 고로(高爐, 영어: Shaft Furnaces)라고도 한다.

## 구조
용광로의 구조는 매우 간단하다. 벽돌로 쌓아올린 굴뚝 모양으로 되어 있으며, 안에는 별다른 장치가 없다. 노의 꼭대기로부터 철광석과 코크스와 석회석을 넣은 다음 밑에서 얼마 안되는 옆부분에 있는 20여 개의 구멍으로 약 800°C의 열기를 불어 넣는다. 이 열기를 받으면 노 속의 코크스가 불완전연소하여 2,000°C에 가까운 일산화탄소로 된다. 일산화탄소는 용광로 내부를 상승하면서 철광석을 가열하고 동시에 산소를 빼앗는 환원반응을 하여 이산화탄소로 바뀐다. 일산화탄소는 위로 올라갈수록 온도가 떨어지고 그 농도도 낮아져서 광석을 가열·환원하는 힘이 줄어든 후 외부로 배출된다. 이와 같이 용광로 속에서의 첫 과정은 탄소가 일산화탄소로 바뀌는 일이다. 이 때에 열이 발생하므로 환원반응은 훨씬 촉진되며 일산화탄소는 환원제로서 산화철 속의 산소를 빼앗는다. 이 반응은 낮은 온도에서는 진행되지 않지만, 2,000°C 가까운 일산화탄소에 의해서 고온에서는 잘 진행된다.
그리고 환원반응을 마친 이산화탄소는 용광로 내부를 상승하면서 원료를 가열하여 다음 환원반응을 촉진하여 준다. 이처럼 원료를 미리 가열하는 작용을 예열이라고 한다. 제련 과정에서 탄소의 역할은 이와 같이 여러 가지이다. 일산화탄소의 이러한 작용과는 달리 철광석의 입장에서 그 변화를 보면 다음과 같다. 용광로의 윗부분에 있는 철광석은 코크스가 고온의 CO가스에 접촉하여 환원반응을 일으키고, 산화철 속의 산소를 빼앗겨 철로 바뀐다. 온도가 더욱 높아지면 이 철에 탄소가 녹아들어서 1,538°C이던 철의 융점이 1,200°C 정도로 낮아져서 녹기 쉬워지며, 녹은 것은 노의 밑바닥에 괸다. 이것을 용선(鎔銑)이라고 부른다. 광석 속의 맥석도 1,000°C 이상의 고온에서는 석회석 속의 CaO와 화합하여 용융점이 낮은 점성의 슬래그로 바뀌어서 흘러내린다. 코크스 속의 회분도 이 슬래그에 흡수된다. 이리하여 용강로 바닥에는 용선과 슬래그에 모이게 된다. 그런데 용선의 비중은 7 정도이며 슬래그의 비중은 약 3.5이므로, 용선은 밑에 괴고 슬래그는 그 위에 떠오르게 된다. 용광로에 일단 불을 넣으면 수년간은 주야로 끊임없이 제련이 계속된다. 노의 꼭대기로는 원료가 계속 보급되고 밑바닥에 괸 슬레그와 용선은 2∼3시간 간격으로 뽑아낸다.

## 용광로의 쇳물 제조 과정
석회석, 코크스, 철광석을 각각 안에 넣어 500도~800도로 가열한 공기를 내부로 집어넣어 연소시키면 약 1,500도의 열이 발생하게 된다. 이때 코크스가 용광로 안에 녹아있는 철광석 중의 산소를 빼앗고 이산화탄소가 되어 빠지게 된다. 산소를 잃은 철은 가마 바닥에 깔려 물처럼 되는데, 이것을 선철이라고 한다.

## 철강제품을 만드는 과정
쇳물을 다시 걸러서 깨끗하게 만들면 압연공정으로 이동하게 되는데, 여기서 높은 압력을 가지고 쇳물을 압축시킨다. 하지만 열연 코일 같은 경우에는 기둥 모양이라 구부려서 압착시킨다. 이제는 냉각공정으로 이동하게 되는데 여기서는 압축돼서 납작해진 철강을 물로 냉각시켜 냉각을 완료하면 은색이나 검은 색 철판이 된다. 완성된 철은 자동차, 조선업, 전기 강판, 스테인리스 등에 사용된다.

## 같이 보기
- 파이넥스 공법
- 제강

## 참고 자료
- 이 문서에는 다음커뮤니케이션(현 카카오)에서 GFDL 또는 CC-SA 라이선스로 배포한 글로벌 세계대백과사전의 내용을 기초로 작성된 글이 포함되어 있습니다.